# Stringimi forte amore
Stringimi forte amore è un singolo del cantautore italiano Alex Britti, pubblicato il 9 giugno 2017 e secondo estratto dall'album In nome dell'amore - Volume 2.

## Video musicale
Il videoclip, diretto da Marcello Iappelli, è stato pubblicato il 7 giugno 2017 attraverso il canale YouTube del cantante e vede la partecipazione della webstar Amedeo Preziosi.

## Tracce
- Download digitale

1. Stringimi forte amore – 3:39